# José Guadalupe Posada
José Guadalupe Aguilar Posada (2. února 1852 Aguascalientes – 20. ledna 1913 Ciudad de México) byl mexický grafik a rytec, který se věnoval politické karikatuře. Jeho práce ovlivnila řadu latinskoamerických umělců a karikaturistů 20. století díky své satirické ostrosti a společenské angažovanosti. K vyjádření politické a kulturní kritiky na svých litografiích používal smrtky (kalavery) a kostry. Během své dlouhé kariéry Posada vytvořil více než 20 000 obrázků pro noviny, knihy, brožury a lidové kalendáře. Mezi jeho nejznámější díla patří La Calavera Catrina.

## Život a dílo
Pocházel z početné rodiny pekaře, byl předposlední z devíti dětí. V dětství musel pomáhat otci na poli a často pobýval v hrnčířské dílně svého strýce. Základní vzdělání mu poskytl starší bratr, který byl učitelem. Už tehdy se projevilo jeho výtvarné nadání. V městské akademii pak navštěvoval hodiny kreslení a v šestnácti letech nastoupil jako učeň do grafické a tiskařské dílny Josého Trinidada Pedrozy. V roce 1871 publikoval v místních novinách El Jicote (Vosa) své první karikatury. 
V roce 1872 Pedroza otevřel dílnu v Leónu a Posada se přestěhoval za ním. Navázal spolupráci s místními novinami, v nichž publikoval své litografie. Vytvářel užitková komerční díla, náboženské obrázky, letáky, ilustrace pro brožury a knihy. Jedním z příkladů jeho umění je kniha Moral Práctica s mnoha litografiemi. V roce 1875 oženil s Maríou de Jesús Vela, měli spolu syna Juana. Rok pracoval také jako učitel grafiky na střední škole. 
V roce 1888, po velké povodni, která zničila značnou část Leónu, se přestěhoval do hlavního města Ciudad de México, kde si otevřel vlastní dílnu. Začal pracovat pro nakladatelství Antonia Vanegase, které vydávalo levnou populární literaturu pro široké vrstvy obyvatel. Posada vytvořil velké množství knižních obálek a ilustrací, které svým lidovým charakterem byly přístupné i negramotnému venkovskému obyvatelstvu. Mnoho z jeho prací bylo také publikováno formou kramářských písní zobrazujících různé současné události, které potulní obchodníci roznášeli do všech koutů Mexika. Naučil se také řemeslu a technice rytí do olova a zinku.

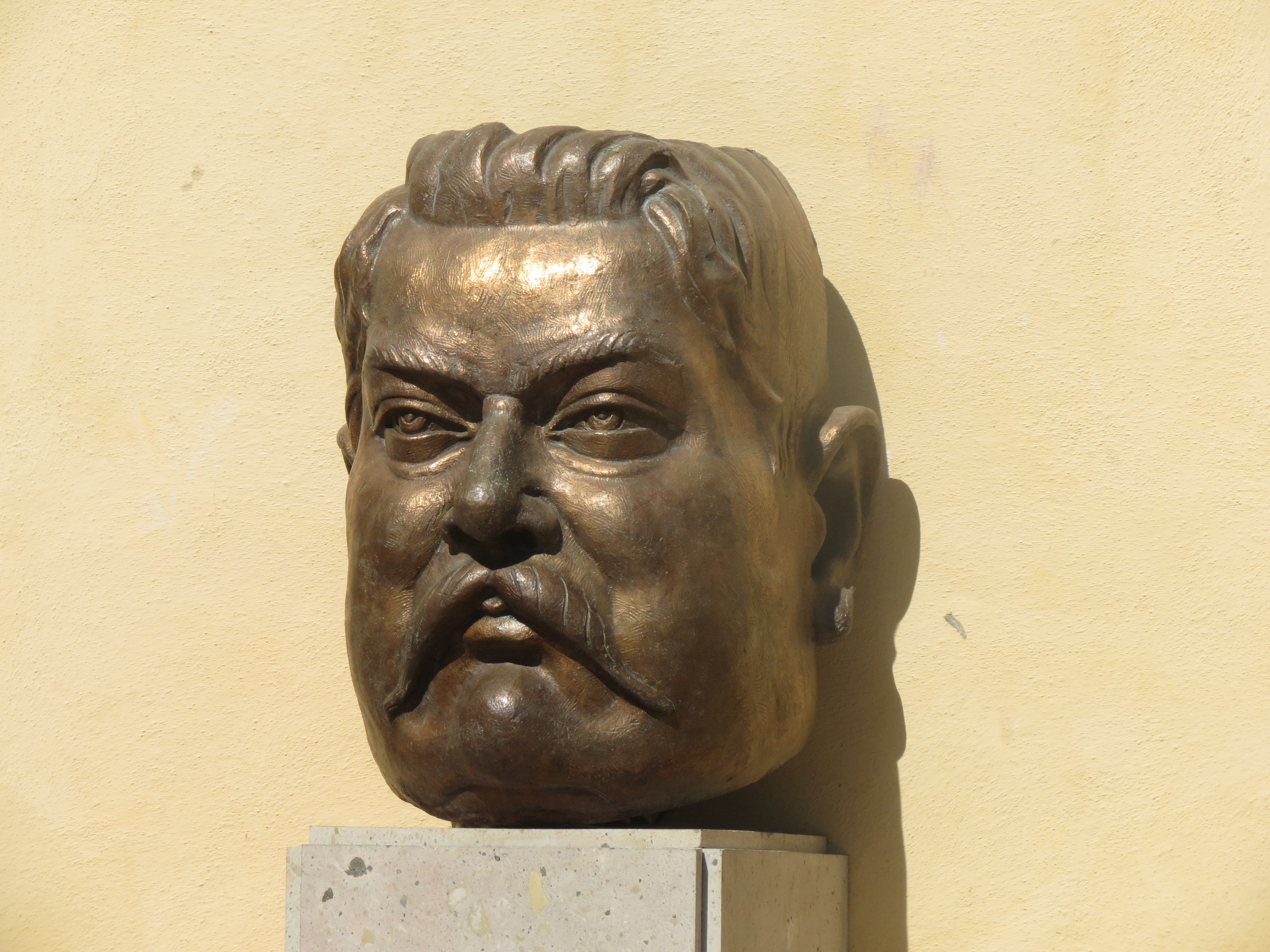
Busta José Posady (muzeum v Aguascalientes)

Od vypuknutí mexické revoluce v roce 1910 až do své smrti v roce 1913 Posada neúnavně pracoval ve své grafické dílně. Práce, které dokončil během této doby, mu umožnily rozvíjet jeho uměleckou zdatnost jako kreslíř, rytec a litograf. Pokračoval v tvorbě satirických ilustrací a karikatur v časopise El Jicote. Jeho grafické práce měly výrazný národně osvobozenecký a sociální charakter. Grafické listy se symbolem smrtky vypovídaly o nelidských poměrech za diktatury a vyjadřovaly podporu novým revolučním změnám.
Přes velké množství prací Posada nedosáhl za svůj život žádné skutečné slávy. Nikdy nezbohatl a nadměrně pil. Zemřel v chudobě a opuštěný ve věku 60 let na gastroenteritidu. Byl pohřben na hřbitově Dolores v hrobě šesté třídy, v roce 1920 byly jeho ostatky exhumovány a vhozeny do hromadného hrobu.  
Teprve posmrtně byl znovu objeven. Zejména po revoluci jeho práce přispěly k formování národní identity v Mexiku v průběhu 20. století. Staly se vzorem pro monumentální tvorbu jeho následovníků Diega Riveru, Davida Alfaro Siqueirose nebo José Clemente Orozca. Tradice kultu smrti, rozpor mezi životem a smrtí jsou v mexické kultuře hluboce zakořeněny. Mnoho Posadových prací bylo spojeno s tradičním Dnem mrtvých v Mexiku, zejména smrtka La Catrina. Vyobrazení jsou proto dnes velmi populární a lze je považovat za součást mexické identity.
Jeho díla jsou uchovávána mimo jiné v Paláci umění Mexika, v muzeu José Guadalupe Posada v Aguascalientes a Muzeu grafiky v Saltillu, stejně jako v soukromých sbírkách. K dispozici je také digitální sbírka více než 500 děl v Iberoamerickém institutu v Berlíně.

## Galerie

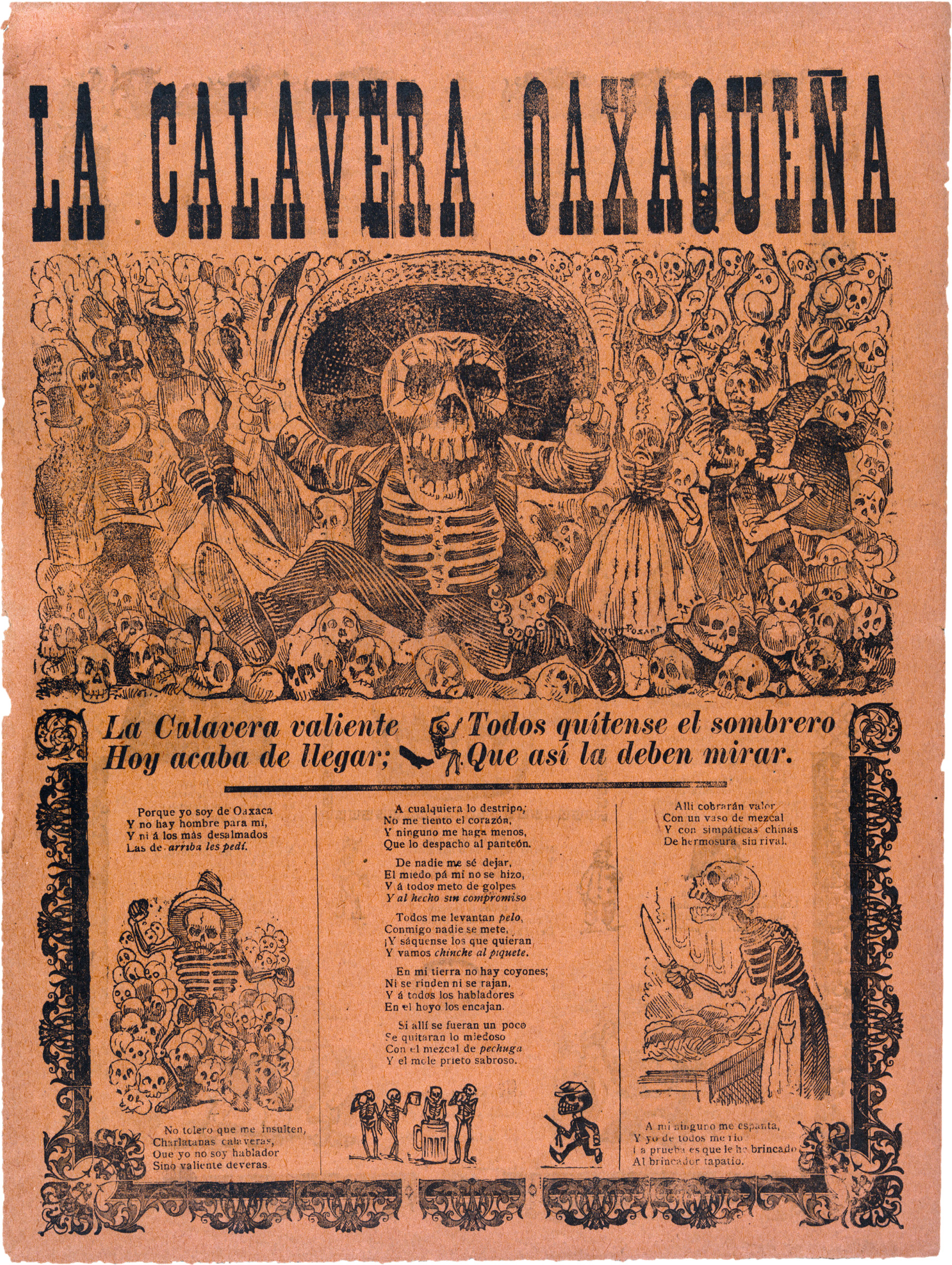
Calavera oaxaqueña, 1903
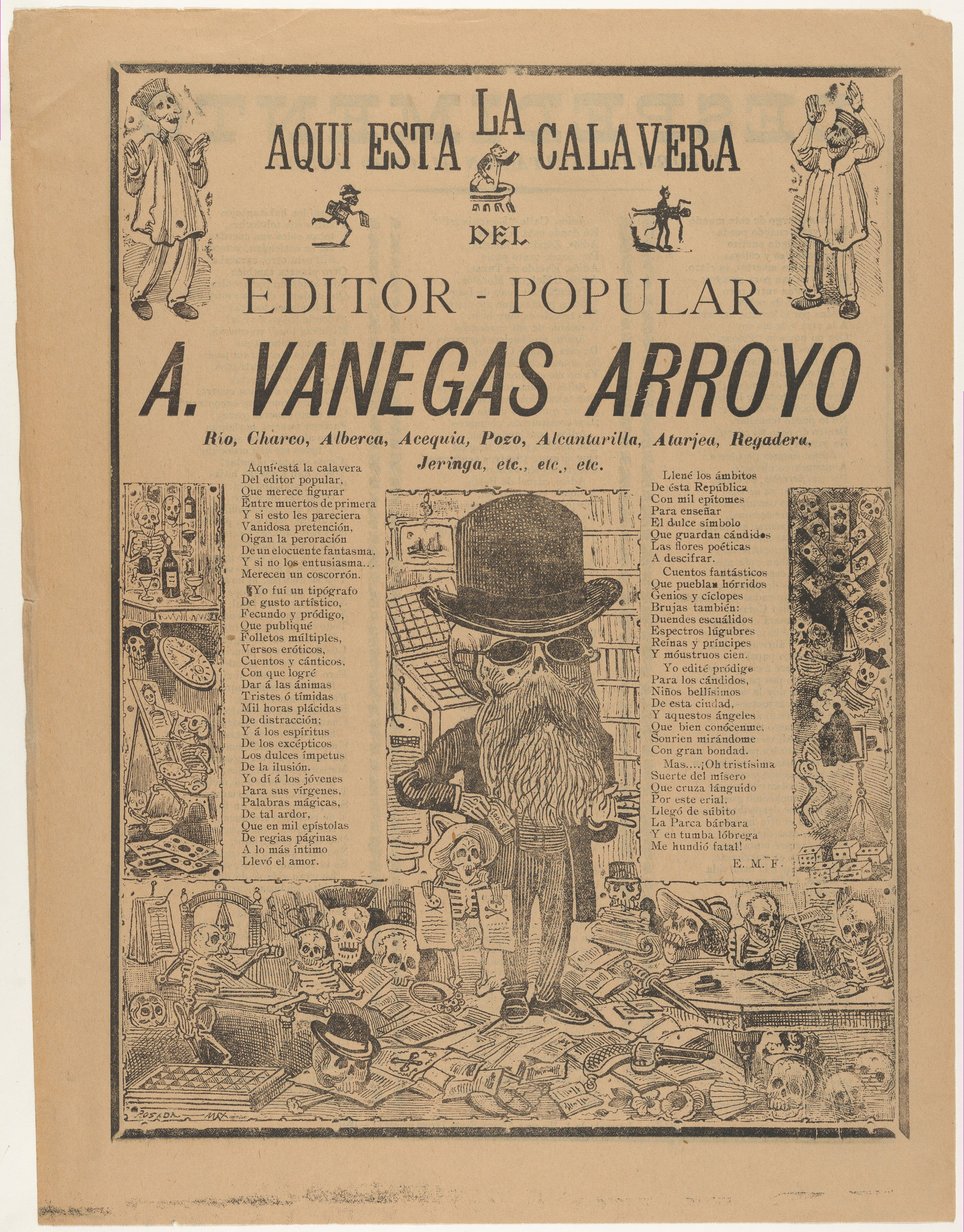
Kostra lidového nakladatele (Antonio Vanegas), 1907
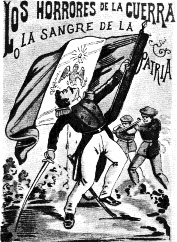
Hrůzy války. Krev země.
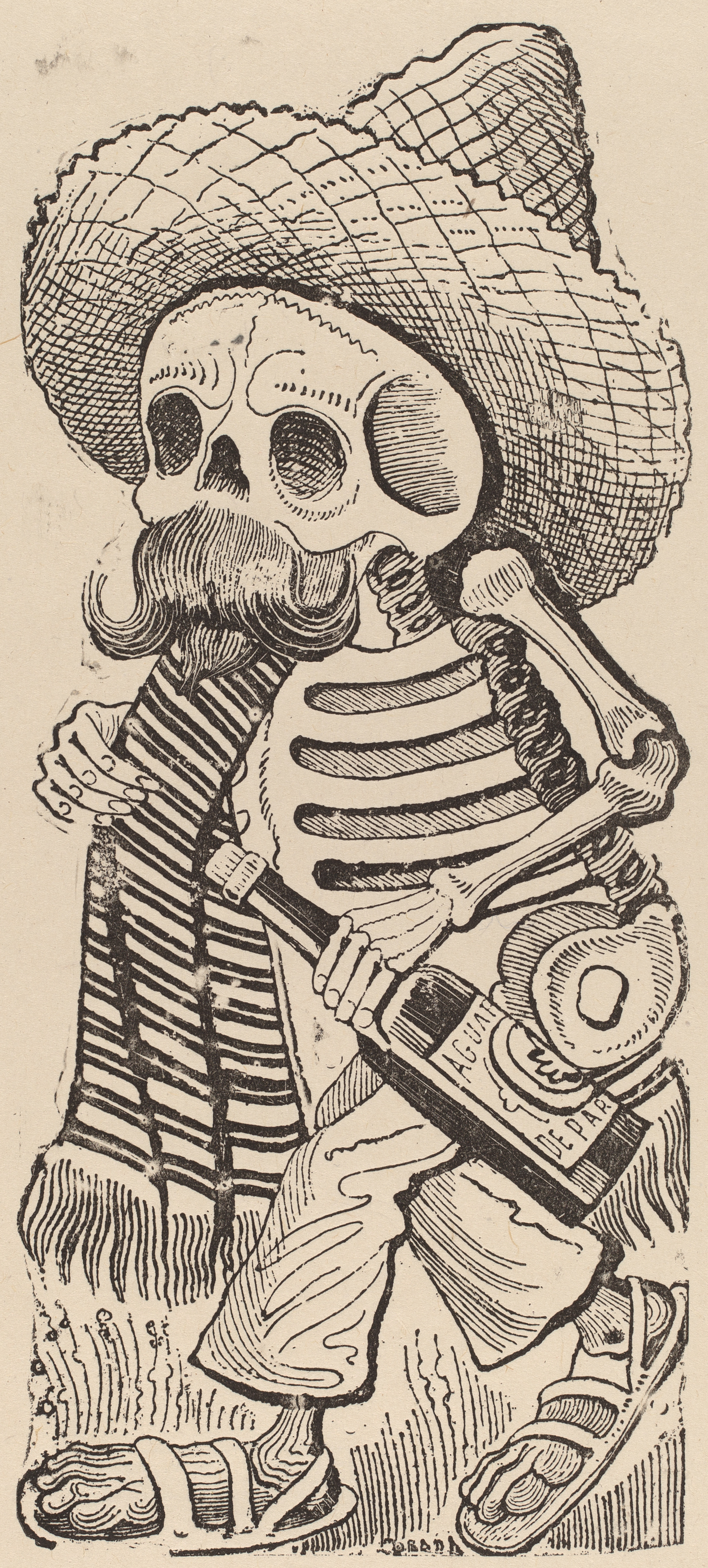
Calavera Maderista
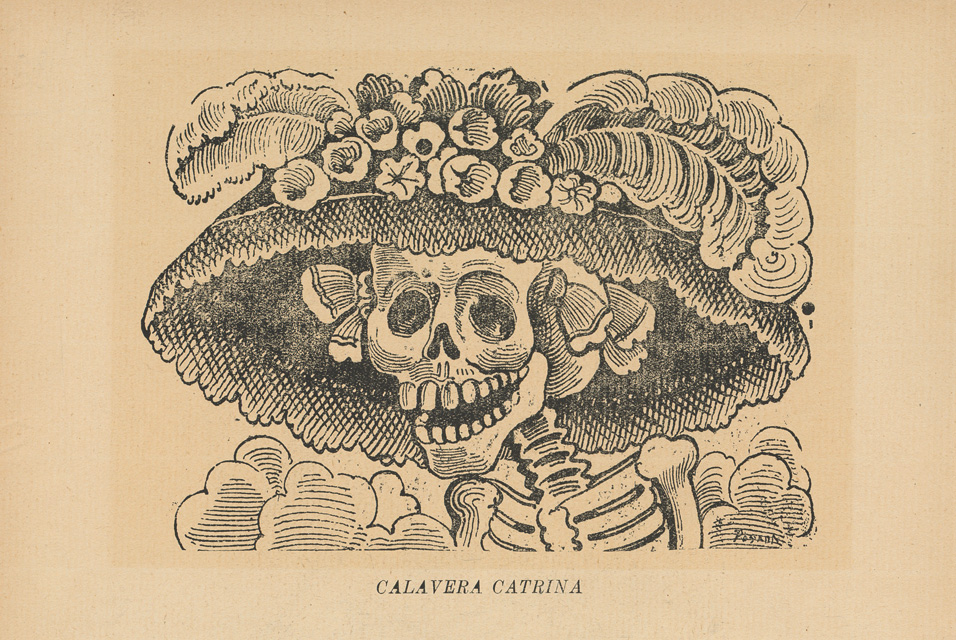
Calavera de la Catrina (1910)
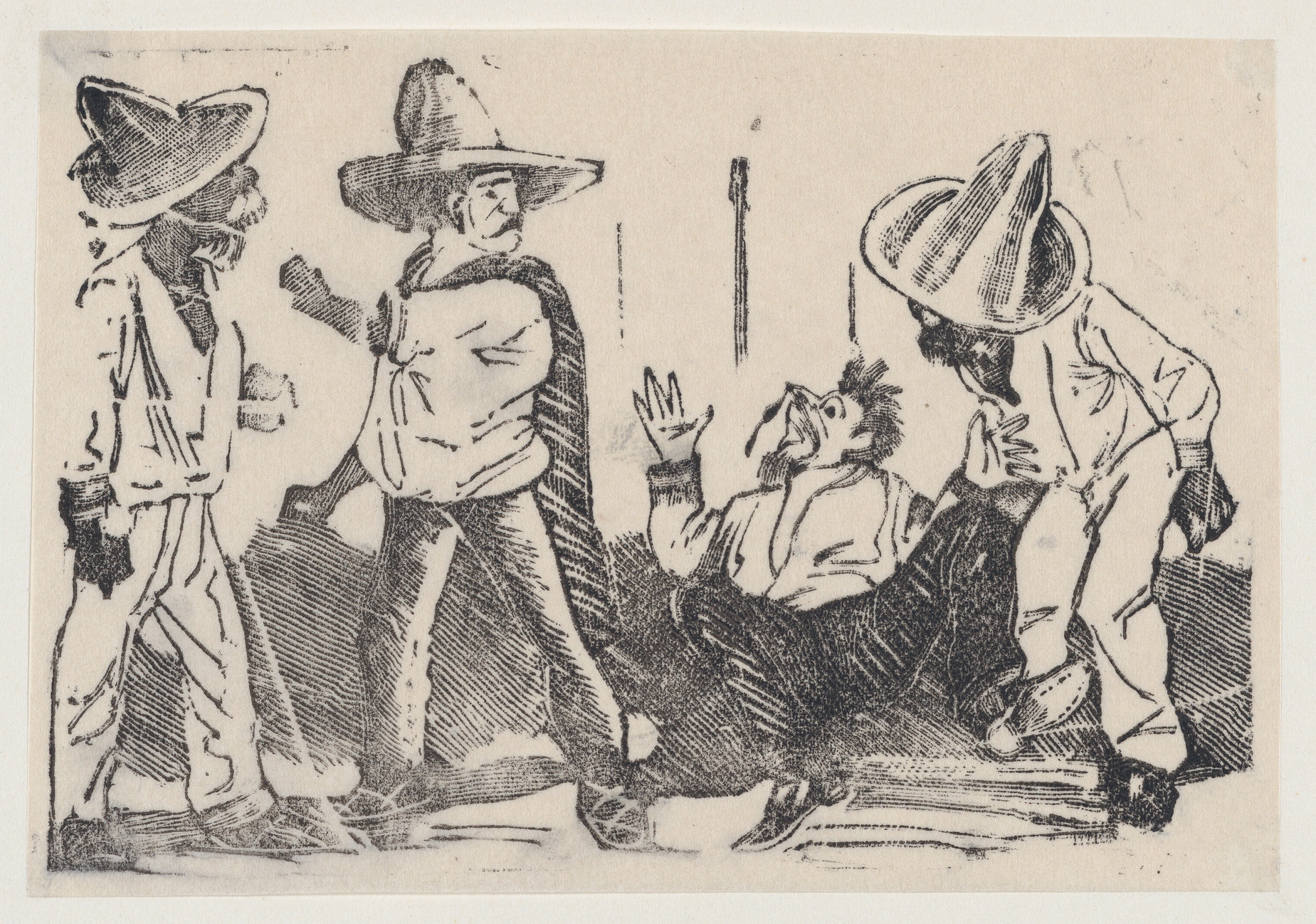
Pouliční rvačka mezi čtyřmi muži
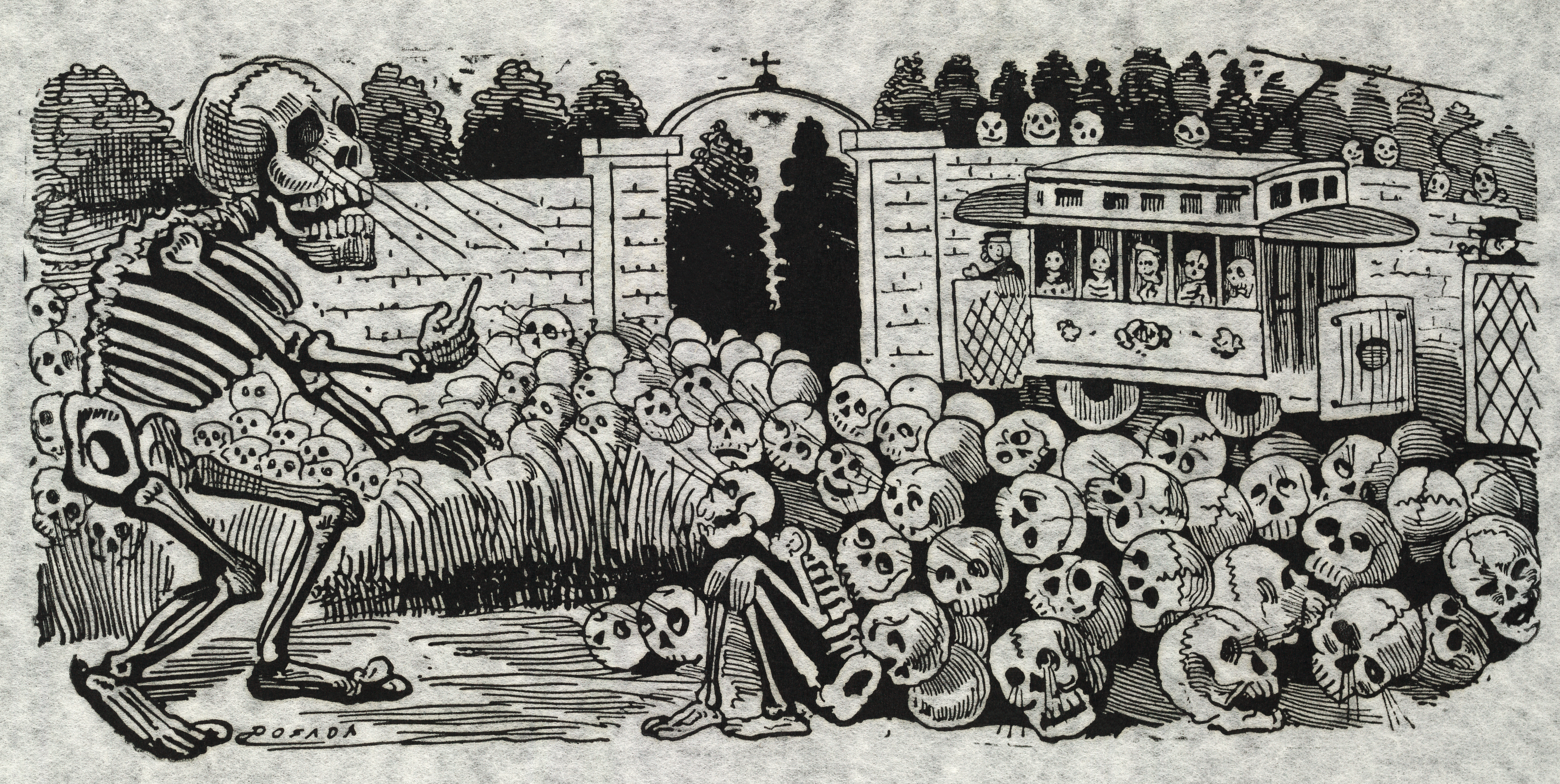
Gran calavera eléctrica (Velká elektrická smrtka, 1900–1913)
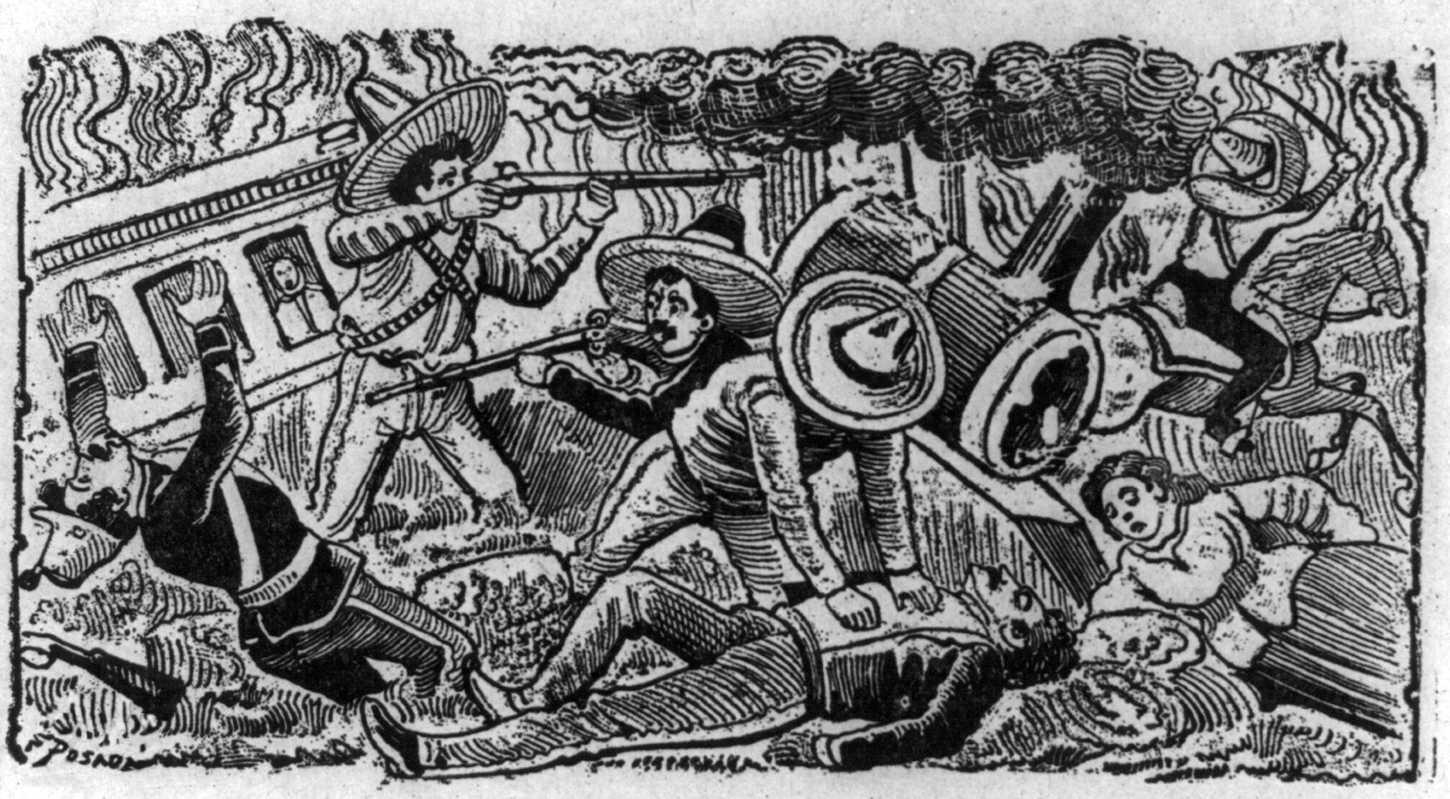
Útok Zapatistů
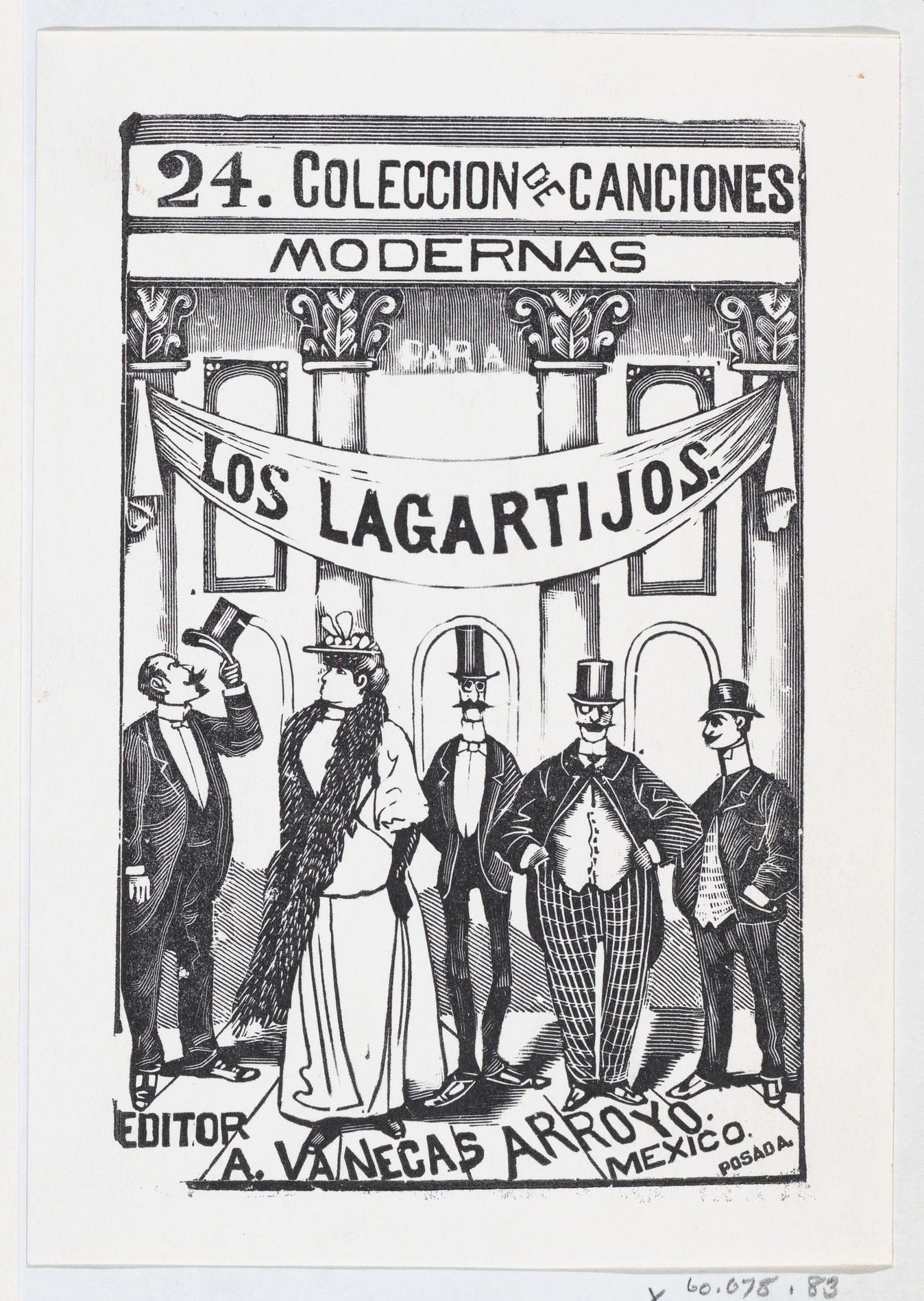
Los Lagartijos
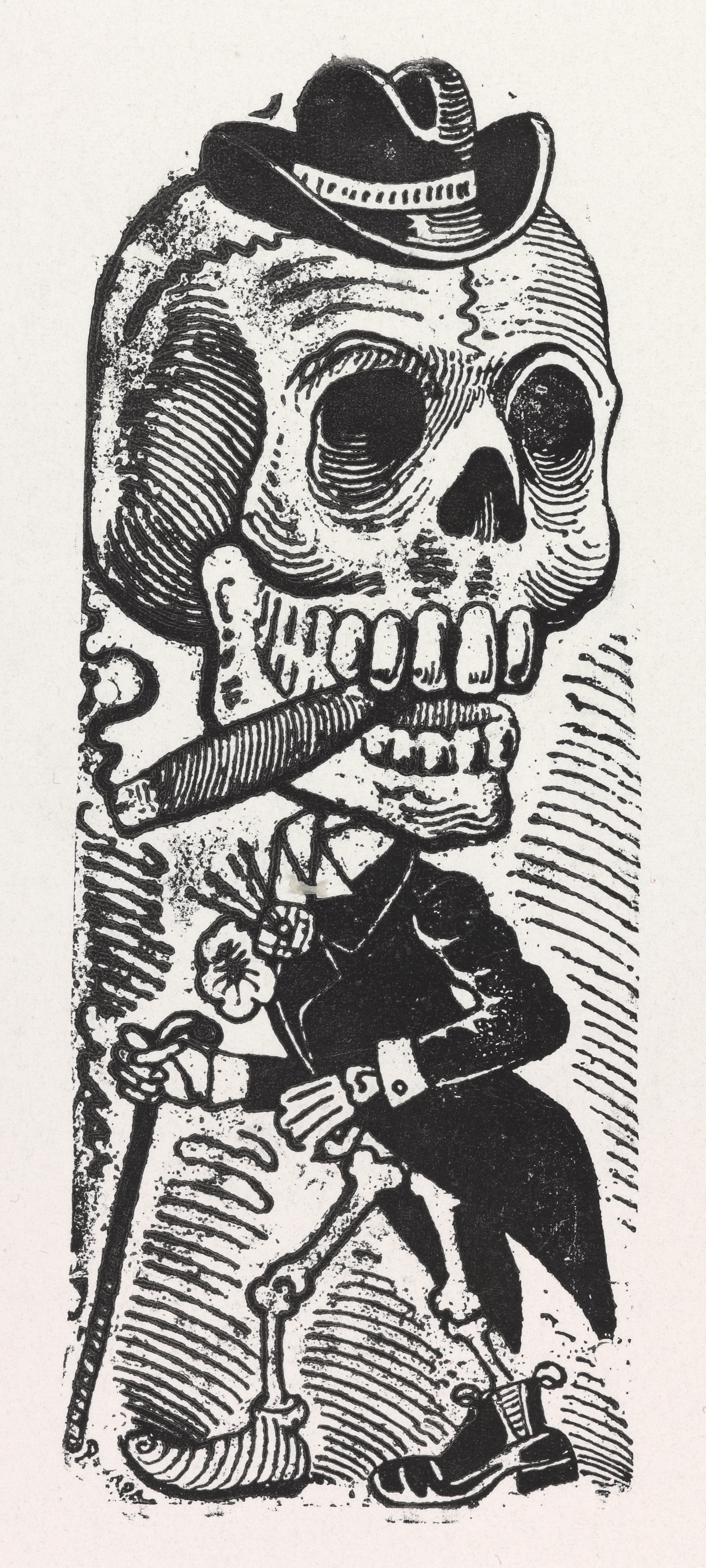
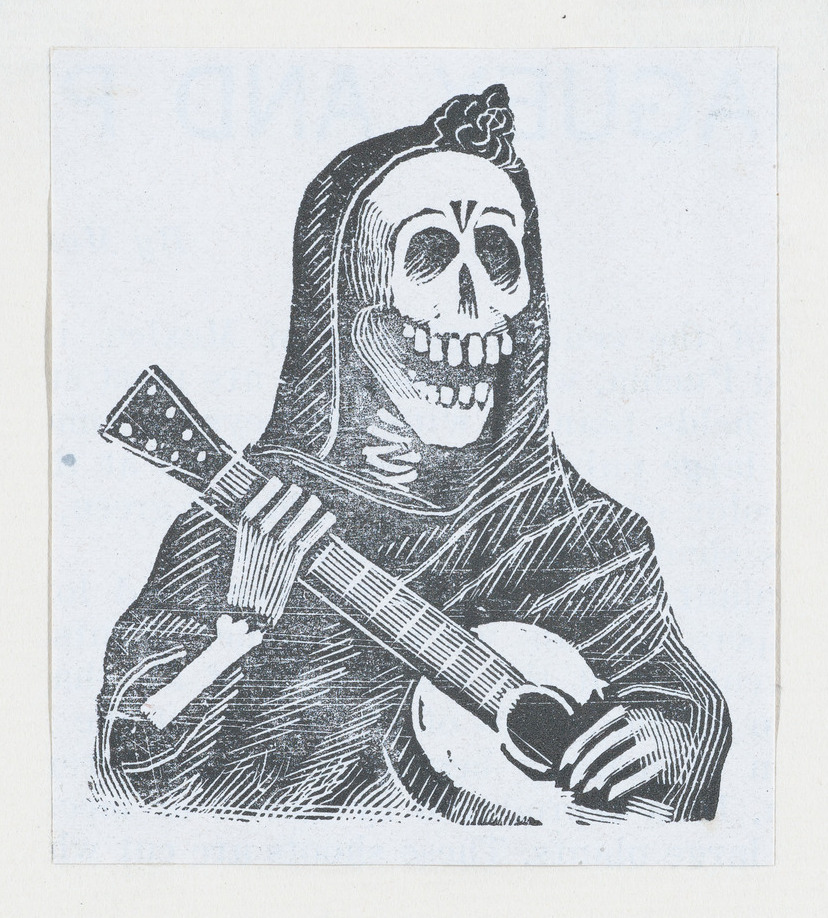
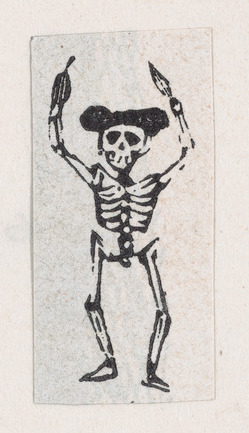